# La Reconquista
La Reconquista es un juego de guerra español sobre tablero en el que los jugadores reconstituyen el período histórico que da título al juego.
La Reconquista está considerado como el primer juego de guerra de autoría española. Creado por Joaquín Pla Dalmau fue publicado en 1970 por la editorial gerundense Dalmau Carles Pla cuando Joaquim Pla era él mismo director de la editorial (Dalmau Carles Pla también fue la primera editorial española en introducir un juego de rol en España al traducir y publicar el famoso juego de rol Dragones y mazmorras en 1985).
En 1980, un año antes de que su autor tomara su jubilación en tanto que director de la editorial, Dalmau Carles Pla publicó la segunda edición del juego.